# Machaerina nuda
Machaerina nuda är en halvgräsart som först beskrevs av Ernst Gottlieb von Steudel, och fick sitt nu gällande namn av Johannes Hendrikus Kern. Machaerina nuda ingår i släktet Machaerina och familjen halvgräs. Inga underarter finns listade i Catalogue of Life.